# Liste der Bodendenkmale in Grünewald
In der Liste der Bodendenkmale in Grünewald sind alle Bodendenkmale der brandenburgischen Gemeinde Grünewald und ihrer Ortsteile aufgelistet. Grundlage ist die Veröffentlichung der Landesdenkmalliste mit dem Stand vom 31. Dezember 2020.
|   | Gemarkung        | Flur | Kurzansprache                                                                                          | Bodendenkmalnummer | Bemerkung | Bild |
| - | ---------------- | ---- | --- | ------------------ | --------- | ---- |
| 1 | Grünewald (Lage) | 1, 2 | Dorfkern deutsches Mittelalter, Dorfkern Neuzeit, Steinkreuz deutsches Mittelalter, Steinkreuz Neuzeit | 80110              |           |      |
| 2 | Grünewald (Lage) | 4    | Dorfkern deutsches Mittelalter, Dorfkern Neuzeit                                                       | 80111              |           |      |
| 3 | Grünewald (Lage) | 1    | Pechhütte deutsches Mittelalter                                                                        | 80381              |           |      |